# Влошаковице (гмина)
Влошаковице (пол. Włoszakowice) — сельская гмина (уезд) в Польше, входит как административная единица в Лешненский повет, Великопольское воеводство. Население — 8508 человек (на 2004 год).

## Сельские округа
1. Богушин
2. Бошково
3. Букувец-Гурны
4. Харбелин
5. Длужына
6. Доминице
7. Гротники
8. Езежице-Косцельне
9. Кшицко-Вельке
10. Сондзя
11. Скаржынь
12. Влошаковице
13. Збажево

## Соседние гмины
1. Гмина Липно
2. Гмина Пшемент
3. Гмина Смигель
4. Гмина Свенцехова
5. Гмина Виево
6. Гмина Всхова